# Stipanjići
Stipanjići (en cyrillique : Стипањићи) est un village de Bosnie-Herzégovine. Il est situé dans la municipalité de Tomislavgrad, dans le canton 10 et dans la fédération de Bosnie-et-Herzégovine. Selon les premiers résultats du recensement bosnien de 2013, il compte 1 252 habitants.

## Géographie
Le village est situé à proximité du lac de Buško.

## Démographie

### Évolution historique de la population dans la localité
| 1948 | 1953 | 1961  | 1971  | 1981  | 1991  | 2013  |
| ---- | ---- | ----- | ----- | ----- | ----- | ----- |
| -    | -    | 1 159 | 1 163 | 1 274 | 1 249 | 1 252 |

|  |

### Communauté locale
En 1991, la communauté locale de Stipanjići comptait 1 636 habitants, répartis de la manière suivante :